# Gare de Budapest-Nyugati
Pour les articles homonymes, voir gare de l'Ouest.
La gare de Budapest-Nyugati (en hongrois : Budapest Nyugati pályaudvar, [ˈbudɒpɛʃt ˈɲugɒti ˈpaːjɒudvɒɾ]) est l'une des trois grandes gares ferroviaires de Budapest. Nyugati pályaudvar signifie littéralement « gare de l'Ouest » en français. 
La gare de Budapest-Nyugati dessert à la fois le nord de la capitale hongroise, c'est-à-dire les localités du coude du Danube (Vác, Szob, Esztergom), mais aussi l'axe Sud-Est, vers Szolnok, Cegléd et Szeged. Sa façade conçue par les ateliers Eiffel donne sur le Nagykörút et Nyugati tér.

## Situation ferroviaire
Elle est proche du Parlement et du centre touristique.

## Histoire
La gare a été conçue par Auguste de Serres et a été construite par la société Eiffel. Elle a été ouverte le 28 octobre 1877.
En 2020, la gare, classée, est rénovée ainsi que la distribution des voies à l'entrée de la gare, des aiguillages et des quais.

## Service des voyageurs

### Intermodalité
La gare est un pôle multimodal qui comprend une station de métro dénommée Nyugati pályaudvar, inaugurée en 1981 avec le prolongement de la ligne M3 du métro, les ligne 4 et ligne 6 du tramway ainsi que plusieurs lignes de bus.
Il existe un service régulier entre la gare et le terminal de l’aéroport international de Budapest-Ferenc Liszt. Le trajet dure environ 25 minutes, les coûts sont de 365 HUF.

## Galerie de photographies

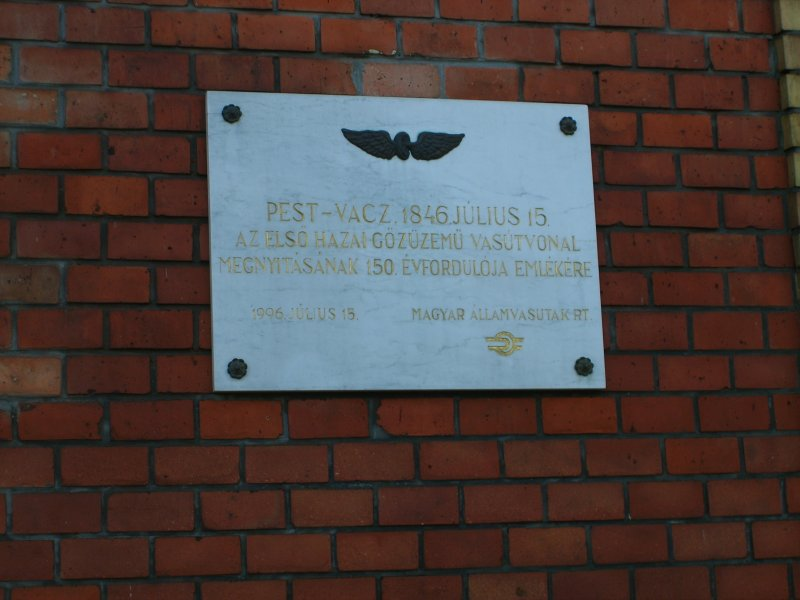
Plaque commémorative pour les 150 ans de la liaison Pest-Vác.
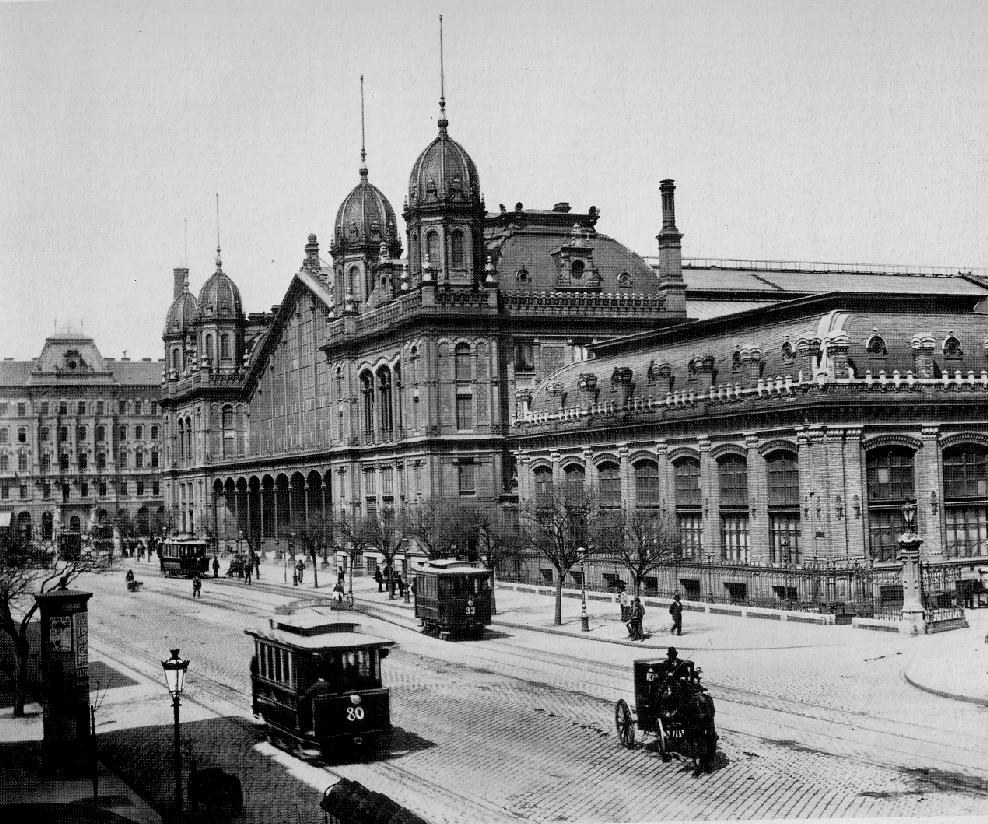
Les premiers tramways du boulevard devant la gare.
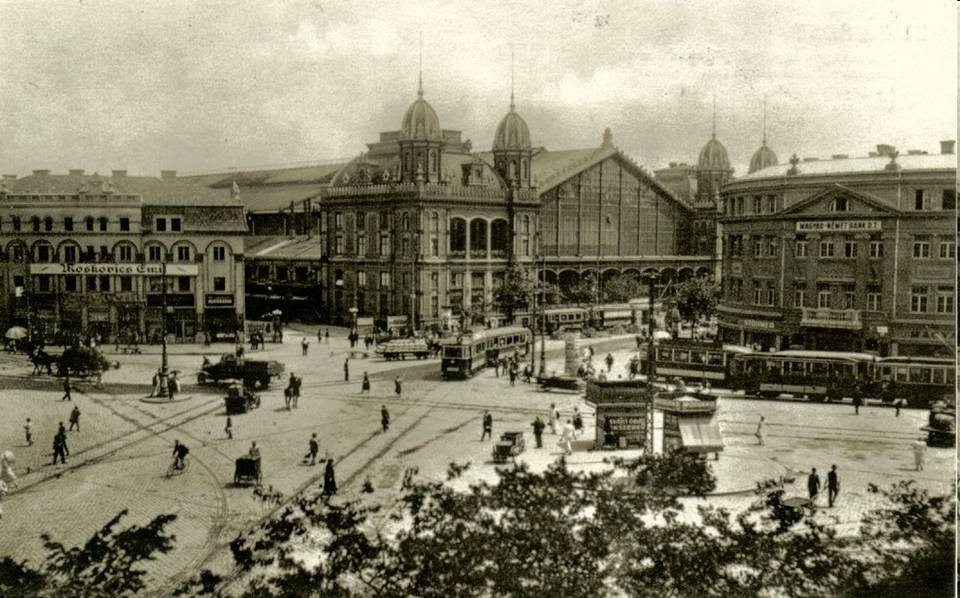
Circulation devant la gare à la fin du XIXe siècle.
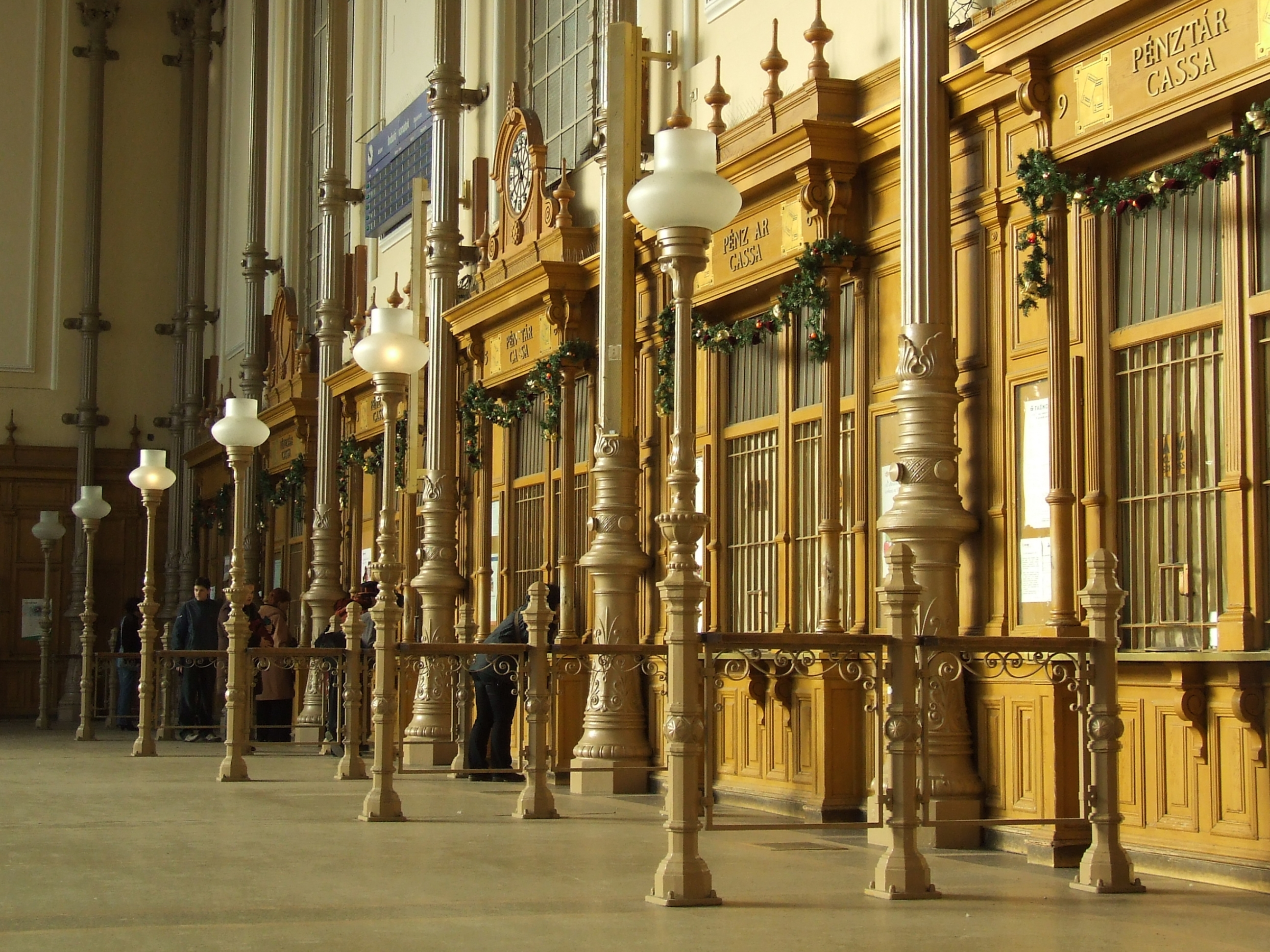
Billetterie.